# Gunnar Hedrén
Gunnar Hedrén, född 20 april 1865 i Gunnarskogs församling, Värmlands län, död 11 september 1941, var en svensk läkare och professor.
Hedrén, som var son till kyrkoherde Sem Hedrén, blev medicine doktor vid Karolinska institutet och docent i statsmedicin samma år. Han var tillförordnad professor i patologisk anatomi 1902–1910 innan han blev ordinarie professor 1910. Han var därefter från 1918 professor i stats- och rättsmedicin och blev samma år ledamot av Medicinalstyrelsens vetenskapliga råd. Han var även sakkunnig i kommissionen rörande nytt kliniskt sjukhus i Stockholm 1926, ordförande i kommissionen rörande rättsobducentväsendets omorganisering 1920, 1920–1922 vice ordförande i Karolinska Institutets Nobelkommitté, och 1926-1931 ordförande i samma kommitté. 
1927–1932 var han Karolinska institutets rektor samt ordförande bland sakkunniga för utredning om det akademiska befordringsväsendet 1930. Hedrén har författat en mängd vetenskapliga arbeten, till stor del publicerade i tidskrifter.